# (34801) 2001 SE61
2001 أس إي 61 (ويعرف أيضًا باسم (34801) 2001 أس إي 61 وفق تسمية الكوكب الصغير) (بالإنجليزية: 2001 SE61)‏ هو كويكب ضمن حزام الكويكبات؛ وترتيبه 34801 من حيث الاكتشاف.
اكتُشف هذا الجُرم الفلكي بواسطة بحث لنكولن عن الكويكبات القريبة من الأرض في 17 سبتمبر 2001.

## وصلات خارجية
- (34801) 2001 SE61 في قاعدة بيانات مختبر الدفع النفاث لأجرام النظام الشمسي الصغيرة

- الاكتشاف · مخطط المدار ·  العناصر المدارية · المعلمات المادية

- (34801) 2001 SE61 على موقع ويكي سكاي: DSS2, SDSS, GALEX, IRAS, Hydrogen α, X-Ray, Astrophoto, Sky Map, Articles and images